# Ziemia Waszyngtona
Ziemia Waszyngtona (duń. Washington Land) – półwysep na Grenlandii położony w jej północno-zachodniej części. Graniczy z Ziemią Knuda Rasmussena na wschodzie; od północnego zachodu opływają go wody Cieśniny Naresa, od południa przylega do niej Basen Kane’a. Administracyjnie obejmuje ją gmina Qaasuitsup. Ziemia ta została nazwana na cześć Jerzego Waszyngtona, pierwszego prezydenta Stanów Zjednoczonych.